# Cesário Verde
José Joaquim Cesário Verde e Pires (né à Lisbonne le 25 février 1855 – mort à Lumiar le 19 juillet 1886, au Portugal) fut un des pionniers de la poésie portugaise du XIXe siècle.
Il meurt en 1886, emporté par la tuberculose.

## Biographie

### Enfance
Cesário Verde naît de l’union du commerçant et agriculteur José Anastácio Verde et de son épouse, Maria da Piedade David dos Santos.

### Formation
Il suit pendant quelques mois des études supérieures de littérature à l’université de Lisbonne, dont il sort diplômé à 18 ans. C’est là que Cesário Verde fait la connaissance de Silva Pinto, qui devait rester son ami jusqu’à sa mort.

### Carrière
Son travail se divisait entre l’écriture de poèmes publiés dans des journaux et la création de magazines : O Occidente, Renascença et O Azeitonense. Il reprend en parallèle le commerce familial.

### Maladie et mort
En 1877, les symptômes de la tuberculose commencent à se manifester. Maladie qui avait déjà emporté son frère et sa sœur et qui lui a inspiré un de ses plus célèbres poèmes : Nós (1884).

## Œuvre

### La dichotomie campagne-ville
On retrouve dans l'œuvre de Cesário Verde la dichotomie entre le milieu rural et le milieu urbain. Le poète ne décrit pas la campagne comme un lieu idyllique, paradisiaque ou bucolique, comme ont pu le faire ses prédécesseurs. Celle-ci revêt dans son écriture une dimension plus réelle, plus authentique représentée par les attributs de la vitalité, de la joie, de la beauté et de la vie saine. Contrairement à la ville, pleine de contrastes, avec ses rues macadamisées et mal entretenues, ses façades d’immeubles grises et sales.

### La figure féminine
Deux archétypes féminins se dégagent dans l’oeuvre de Cesário Verde, chacun étant associé à un espace. De la ville maudite émane la femme fatale, frivole, calculatrice, destructrice et dominatrice (“Vaidosa”, “Deslumbrante”). La femme rurale est quant à elle terne, et caractérisée par son humilité, sa fragilité et sa naïveté (“A Débil”).

### La description de la vie quotidienne
Dans ses poèmes, Cesário Verde analyse la vie quotidienne et ces scènes pittoresques servent de support à l'expression des sentiments. Il porte une attention particulière au quotidien dans les villes où déambule le poète, comme dans O sentimento de um ocidental. Le regard de Cesário Verde n'est cependant pas neutre, il constate l'animalité et la maladie qui habitent les villes et se révolte contre sa déshumanisation.